# I. Péter brazil császár
I. Péter (Dom Pedro I.), vagy portugál királyként IV. Péter (Pedro de Alcántara Francisco António João Carlos Xavier de Paula Miguel Rafael Joaquim José Gonzaga Pascual Cipriano Serafim de Bragança) (Queluz, 1798. október 12. – uo. 1834. szeptember 24.) Brazília császára, majd Portugália királya is.

## Élete
A Bragança-házból való VI. János portugál király második fia. 1807-ben atyjával együtt Brazíliába menekült I. Napóleon francia császár seregei elől. 1820-ban Brazíliában alkotmányos mozgalom keletkezett, így apja nevében, 1821-ben alkotmányt adott az országnak, aminek régense lett. 1822-ben kikiáltották a független Brazília első császárává. Édesapja halála után átvette Portugália trónját is, de két hónap múltán lemondott a portugál trónról legidősebbik leánya, Mária da Gloria javára, Dom Miguel herceget pedig régensnek jelölte ki. Eztán éveken át Portugália zavaraival foglalkozott, mert lánya érdekeit akarta védeni Mihály ellen, aki királlyá kiáltotta ki magát. Emiatt Brazíliában elégedetlenség támadt, s 1831 áprilisában felkelés tört ki, aminek hatására lemondott a brazil trónról fia, Dom Pedro herceg javára. Lemondása után felvette a Bragança hercege címet, majd 1833-ban ismét megjelent Portugáliában, legyőzte Dom Miguelt, és visszahelyezte a trónra lányát, aki helyett egy évig régens volt.

## Családja
Feleségül vette Habsburg–Lotaringiai Mária Leopoldina főhercegnőt (1797–1826), I. Ferenc osztrák császár leányát. Boldogtalan házasság volt, Péter sok szeretőt tartott, ennek ellenére első felesége 8 gyermeket szült neki:
- Mária (1819–1853), aki később II. Mária néven portugál királynő lett. Első férje a rövid életű Auguste Charles de Beauharnais volt, Leuchtenberg hercege, majd a Szász–Coburg–Gothai-házból származó Ferdinánd portugál infánshoz (1816–1885) ment feleségül, akit utóbb II. Ferdinánd néven Portugália királyává koronáztak.
- Mihály (*/† 1820)
- János (1821–1822)
- Januária (1822–1901
- Paula Marianna (1823–1833)
- Franciska Karolina (1824–1898), aki 1843-ban François Ferdinand d’Orléans francia királyi herceghez (1818–1900), Joinville hercegéhez, I. Lajos Fülöp francia király fiához ment feleségül.
- Péter (1825–1891), később II. Péter néven Brazília császára, aki Bourbon–Szicíliai Teréz nápoly–szicíliai királyi hercegnőt (1822–1889) vette feleségül, 4 gyermekük született.

Mária Leopoldina császárné halála után Péter 1829-ben másodszor is megnősült. Amélie Auguste leuchtenbergi hercegnőt (1812–1873), Eugène de Beauharnais-nek, Napóleon fogadott fiának leányát vette feleségül. Ebből a házasságból egyetlen leánya született:
- Mária Amália brazil császári hercegnő (Maria Amélia de Bragança, 1831–1853), aki Ferdinánd Miksa osztrák főherceg jegyese volt, de még az esküvő előtt meghalt.

Házasságain kívül további 8 törvénytelen gyermeke is született.
Péter császár 1829. október 17-én megalapította a brazíliai Rózsa rendet.

## Emlékezte

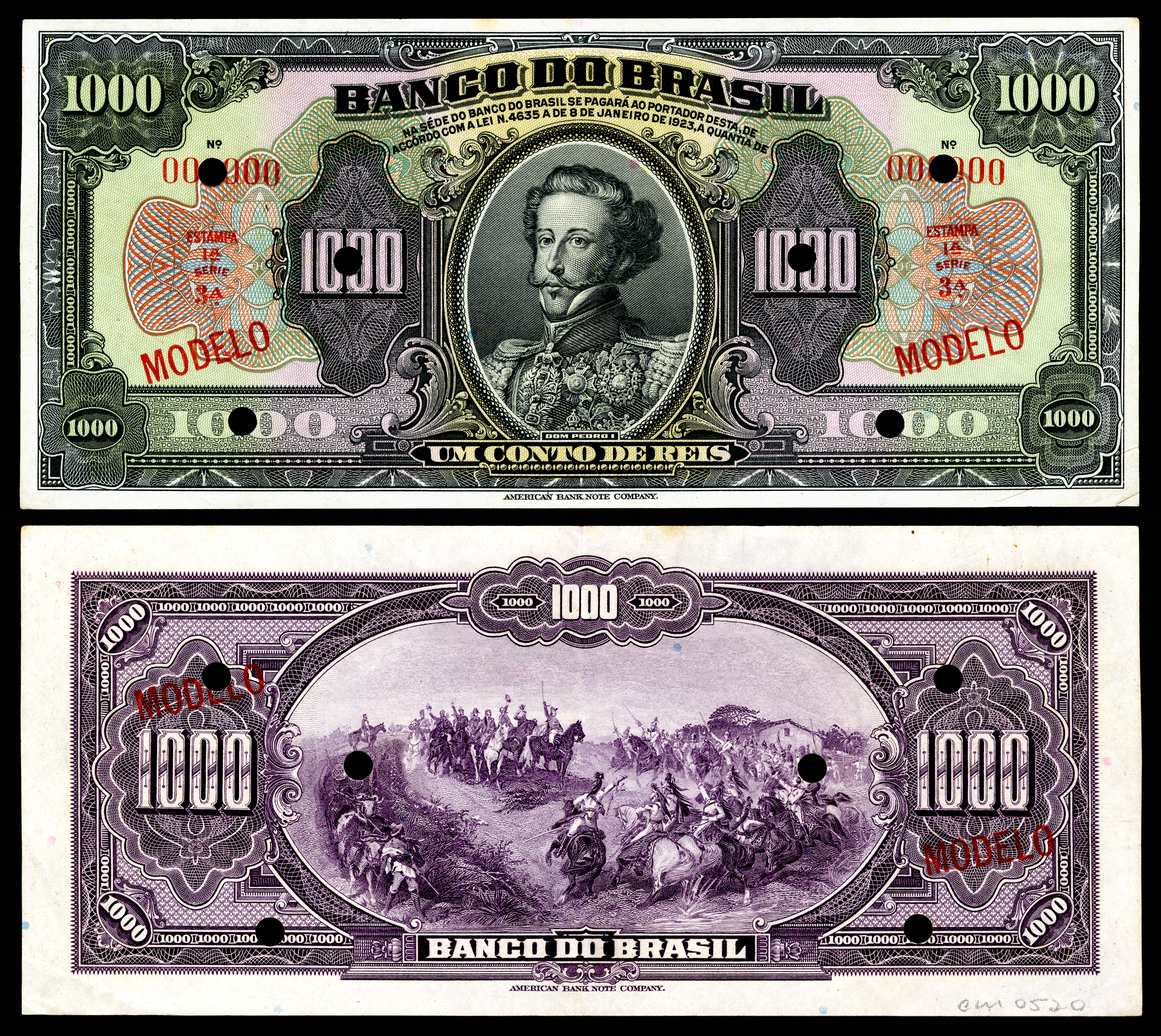
I. Péter brazil császár portréja az 1923-as sorozatú 1000 milreis (= 1000 000 reis) papírpénz előoldalán, a hátoldalon az ipirangai csata ábrázolásával.